# مارسيلو ميراندا (لاعب كرة قدم)
مارسيلو ميراندا (بالإسبانية: Marcelo Miranda Díaz)‏ هو لاعب كرة قدم تشيلي، ولد في 29 يناير 1967 في سانتياغو في تشيلي. شارك مع منتخب تشيلي لكرة القدم. أما مع النوادي، فقد لعب مع نادي أوهيجينس.

## وصلات خارجية
- مارسيلو ميراندا على موقع قاعدة بيانات كرة القدم.إي يو (الإنجليزية)
- مارسيلو ميراندا على موقع ناشيونال فوتبول تيمز (الإنجليزية)
- مارسيلو ميراندا على موقع عالم كرة القدم.نت (الإنجليزية)